# Pakašnica
Pakašnica (cyr. Пакашница) – wieś w Serbii, w okręgu rasińskim, w mieście Kruševac. W 2011 roku liczyła 2375 mieszkańców.